# Epthianura albifrons
Eptianuro-de-faces-brancas ou pica-mel-de-fronte-branca (Epthianura albifrons) é uma espécie de ave da família Meliphagidae.
É endémica da Austrália.